# Осю (Івате)

39°8′40″ пн. ш. 141°8′20″ сх. д. / 39.14444° пн. ш. 141.13889° сх. д.
О́сю (яп. 奥州市, おうしゅうし, МФА: [oːɕuː ɕi̥]) — місто в Японії, у префектурі Івате.

## Короткі відомості
Розташоване в південно-західній частині префектури. Виникло на основі двох призамкових містечок раннього нового часу, якими володів самурайський рід Дате. Засноване 20 лютого 2006 року шляхом об'єднання міст Мідзусава та Есасі з містечками Маесава, Ісава та селом Коромоґава. Основою економіки є комерція, туризм. Традиційне ремесло — ковальство. У місті розташовано руїни замку Ісава, синтоїстське святилище Хідака та Мідзусавська станція Національної астрономічної обсерваторії Японії. Станом на 1 жовтня 2007 площа міста становила 993,35 км². Станом на 1 вересня 2008 населення міста становило 127 600 осіб.

## Уродженці
- Міцукурі Сьоґо — вчений.
- Такано Тьоей — вчений.

## Різне
- 13569 Осю — астероїд, названий на честь міста.